# Alain Patience Niyibizi
Alain Patience Niyibizi (geb. 1985) ist ein ruandischer Schachspieler und -funktionär.
Niyibizi gewann im Jahr 2015 die ruandische Einzelmeisterschaft. Zugleich ist Niyibizi Generalsekretär der Rwanda Chess Federation.
Mediale Beachtung fanden die Umstände seiner Partie gegen Kurt Meier-Boudane bei der Schacholympiade 2014 am 14. August 2014, bei der sein Gegner nach dem 65. Zug am Brett einen Herzinfarkt erlitt und wenig später starb. Niyibizi gab die Partie, die zu diesem Zeitpunkt technisch auf Remis stand, auf. Erstmals hatte er bei der Schacholympiade 2010 sein Heimatland vertreten.
Seine Elo-Zahl beträgt 1712 (Stand: August 2010). Seine höchste Elo-Zahl von 1720 hatte er im Januar 2018 inne. Er liegt damit auf dem zehnten Platz der ruandischen Elo-Rangliste der aktiven Spieler.